# 波波鎮區 (堪薩斯州艾克縣)
波波鎮區（英語：Paw Paw Township）為美國堪薩斯州艾克縣轄下的鎮區。2010年美国人口普查中此鎮區人口有124人。

## 地理
波波鎮區涵蓋總面積為140.9平方（54.40平方英里），其中陸地面積為139.6平方（53.90平方英里），水域面積為1.3平方（0.50平方英里）或0.92%。海拔高度348（1,142英尺）。

## 人口統計
根據2010年美國人口普查，波波鎮區人口有124人，其中男性有65人，女性有59人，人口密度為每平方公里0.88人，住房計83戶。鎮區內的白人有114人，非裔美國人有0人，美洲原住民有3人，亞裔美國人有1人，太平洋島裔美國人有0人，其他種族有0人，混血種族則有6人。此外鎮區內有0人為西班牙裔或拉丁裔美國人。此鎮區之年齡中位數為45.0歲，而男性年齡中位數為38.5歲，女性年齡中位數為49.8歲。

## 交通

### 主要公路
- 99號堪薩斯州州道